# John Wesley Hardin
Pour les articles homonymes, voir Wesley et Hardin.
John Wesley Hardin (né le 26 mai 1853 à Bonham au Texas et mort le 19 août 1895 à El Paso) était un hors-la-loi américain. Tireur hors pair et véritable figure de l'Ouest américain, il deviendra par la suite une icône populaire controversée. Poursuivi dès son plus jeune âge et pendant la majeure partie de son existence par des hommes de loi, il fut condamné en 1877 à 25 ans de prison pour meurtre. Il affirmera à cette occasion avoir tué 42 personnes, mais seuls 26 ou 27 meurtres lui seront attribués par les journaux de l'époque et clamera, comme il le fit toute sa vie durant, ne jamais avoir abattu un homme qui ne l'aurait pas mérité. Pendant sa détention Hardin étudiera le droit et écrira une autobiographie. Libéré en 1894, il sera abattu le 19 août 1895 dans un saloon d'El Paso par John Selman, autre personnage controversé de l'Ouest américain.

## Biographie

### Jeunesse
Hardin est né en 1853 près de Bonham, au Texas. Il est le fils de Mary Elizabeth Dixson, et James "Gip" Hardin, un prédicateur méthodiste itinérant. Tous deux sont des dévots protestants et ils donnent à leur fils le même nom que le prêtre anglican britannique John Wesley (1703-1791), fondateur de l'église méthodiste. Hardin est le second fils d'une famille de 10 enfants. À la suite de problèmes de santé et après avoir parcouru une grande partie du centre du Texas, le père de John Wesley Hardin cesse son activité de prédicateur itinérant et s'installe en 1859 avec sa famille dans l'est du Texas à Sumpter (en), dans le Comté de Trinity, où il devient enseignant et avocat. Les Hardin étaient de fervent partisans des États confédérés d'Amérique et le jeune John Wesley fut élevé dans le patriotisme et la culture du Sud des États-Unis, culture assez distincte des autres régions du pays à cause de son histoire coloniale, de son institution d'esclavage, de ses traditions protestantes évangéliques et de son séparatisme.
La Guerre de Sécession éclatera en 1861 et c'est pendant les années de guerre que Hardin assistera pour la première fois à un meurtre, à l'âge de 8 ans,. En 1862, le père de Hardin rejoint l'armée confédérée. À la suite de la défaite du Sud, les armées de l'Union occupent le Texas en 1865 et libèrent les 200000 esclaves noirs présent dans l'est de l'état,. L'économie du sud, basée sur les plantations, est dévastée. Une période de misère et de fort ressentiment contre l'Union s'installe au Texas. C'est dans cette ambiance que John Wesley Hardin, qui racontera plus tard qu'il se sentait comme « le survivant d'une civilisation disparue », passera la fin de sa jeunesse.
En 1867, alors qu’il a quatorze ans et fréquente l’école de son père, Hardin est impliqué dans une bagarre à l'issue de laquelle il laisse un de ses camarades de classe quasiment mort,.
En novembre 1868, à Moscow (en), Comté de Polk, Hardin commet son premier meurtre. Âgé de 15 ans, il défie le Major « Maje » Holshousen, ex-esclave de son oncle, dans un combat de catch qu’il remporte. Le lendemain, Maje et Hardin échangent des coups de feu. Maje, blessé à la poitrine, décède trois jours plus tard et Hardin, sur les conseils de son père, devient fugitif.

### Vie de fugitif
Pendant ses années de vie de fugitif, Hardin pourra toujours compter sur sa famille. Compte tenu de sa gâchette facile et des nombreux meurtres qui en découlent, il devra beaucoup se déplacer et sera souvent contraint de fuir un comté.
Il se cache tout d'abord chez son frère Joseph à Logallis Prairie (maintenant Nogalus Prairie (en)), à 25 miles au nord de Sumpter. Fin 1868, un détachement de soldats de l'union trouve sa cachette et tente de l’arrêter. Hardin leur échappe après avoir probablement massacré trois soldats au cours de la confrontation. Sa cachette découverte, Hardin trouve refuge chez sa tante Susanna Dixon Anderson à Pisgah (en), Comté de Navarro, où grâce à elle il exerce à partir de janvier 1869 le métier de professeur dans une école qu'elle a ouverte, la Nash School,. Il devra quitter la ville après avoir fait sauter l’œil d’un homme et part vivre chez son oncle, Alec Dixon, un vétéran de la guerre de sécession, qui l'embauche comme cow-boy. Hardin apprécie la liberté et la vie au grand air. Il passe son temps libre à jouer au poker et faire des paris. Contrairement à ses meurtres qui ne les dérangent pas, cette passion du jeu lui cause des soucis avec sa famille qui sont des chrétiens méthodistes. Hardin fréquente à cette époque le hors-la-loi Frank Polk et un détachement de soldats est envoyé de Corsicana à la poursuite du duo. Polk est capturé mais Hardin parvient à leur échapper. Il part vers le nord en compagnie de son cousin "Simp" Dixon et les deux hommes ont une altercation avec une troupe de soldats de l'Union dans lieu nommé Richard Bottom, au cours de laquelle Hardin descendra peut-être un homme,. Il est rapporté que Hardin tua à cette époque un noir dans le Comté de Leon. Fin 1869 le nombre de victimes de John Wesley Hardin s'élève maintenant à cinq, peut-être le double si l'on accorde crédit aux rumeurs sur son implication dans d'autres meurtres. Rejoint par son frère Joe, Hardin quitte le Comté de Navarro pour aller se cacher chez sa tante, Ann Hardin, à Hillsborro, Comté de Hill.
La nuit du 5 janvier 1870 à Towash, Comté de Hill, à la suite d'une partie de poker qui a mal tourné, Hardin loge une balle dans la tête d'un dénommé Benjamin Bradley. Cette scène, vue et racontée par des douzaines de personnes, est celle qui a fait connaitre la manière particulière dont Hardin dégainait ses armes : ses holsters, cousus dans sa veste, étaient positionnés de sorte à faire pointer la crosse des révolvers vers l’intérieur de la poitrine. Hardin croisait donc les bras pour dégainer. Cette étrange façon de faire, qui rend Hardin facilement différenciable des autres desperados du Texas, marquera les esprits et contribuera, à partir de l'incident de Towash, à faire grandir la notoriété de John Wesley Hardin et installer sa réputation d'as de la gachette.[réf. nécessaire] Après avoir tué Bradley, Hardin liquidera l'homme qui détenait les mises de la partie de carte, un magistrat nommé Moore,. Hardin doit de nouveau fuir. Il laissera deux autres cadavres dans son sillage avant de quitter le Comté de Hill puis repart vers Pisgah. Echappant à une première embuscade sur le chemin et à une seconde à son arrivée à Pisgah, il poursuit sa fuite en compagnie de son cousin Alec Barekman en direction de Brenham, Comté de Washington. Les deux hommes passent par Horn Hill, Comté de Limestone, où Hardin envoie un homme six pieds sous terre. Les cousins se séparent et Hardin gagne Kosse où il règle son compte à un souteneur,. Hardin arrive en janvier 1870 chez son oncle Robert Echison Hardin, à Brenham. Pendant la période passée à Brenham, Hardin sera à nouveau enseignant et fréquentera peut-être le hors la loi Wild Bill Longley (en), autre légende de l'Ouest. Debut janvier 1871, il est recherché dans le Comté pour avoir volé un cheval et doit de nouveau s'enfuir.
Hardin est arrêté pour la première fois le 6 janvier 1871 à Longview, dans le Comté de Harrison, pour le meurtre de Laban John Hoffman, Marshall de la ville de Waco, Comté de McLennan. Hardin niera toute sa vie avoir commis ce crime. Il est détenu temporairement dans la ville de Marshall avant d'être transféré à Waco pour son procès. Le 22 janvier 1871, pendant le transfert, Hardin, qui a réussi à se procurer un pistolet, s'échappe après avoir abattu d'une balle dans la tête Jim Smalley, l'un des deux membres de la Texas State Police (en) qui l'escortait. Il est de nouveau arrêté dans le Comté de Bell par trois hommes qui projettent de l'emprisonner à Austin. Hardin les liquide tous les trois avec leurs propres armes alors qu'ils sont ivres et prend la fuite, accompagné par son père, en direction du Mexique.
John Wesley Hardin n'a que 19 ans et son compteur de victimes est déjà à douze morts, peut-être seize. Une récompense de 1100 $ est désormais offerte pour sa capture.

### Vie de cow-boy
Après les évènements sanglants du Comté de Bell, Hardin trouve refuge chez ses cousins, les Clements, qui vivent à Gonzales dans le sud du Texas et s'installe à Pilgrim (en), une petite localité proche de Gonzales qui sera sa cachette pendant les années 1870. Ses cousins lui suggèrent de gagner de l'argent en tant que cow-boy, en conduisant du bétail au Kansas.

## Postérité
À la suite de la publication posthume de son autobiographie, John Wesley Hardin, déjà icône du folklore américain, devient une légende de l'ouest. Sa vie inspirera par la suite de nombreux artistes qui feront de lui une icône de la culture populaire américaine.

### Cinéma
- Victime du destin, de Raoul Walsh sorti en 1953, film sur John Wesley Hardin joué par Rock Hudson
- Maverick, de Richard Donner sorti en 1994, où John Wesley Hardin est un personnage secondaire joué par Max Perlich

### Musique
- John Wesley Harding, chanson de Bob Dylan sortie en 1967 - la chanson donne son nom à l'album, avec une erreur dans l'orthographe de Hardin, auquel Dylan a ajouté un g [52]

### Jeu vidéo
- A certainement inspiré Jim "Boy" Calloway dans le jeu Red Dead Redemption 2
- Le protagoniste du jeu "Call of Juarez Gunsligner" mentionne une de ses aventures menant à affronter John Weasley Hardin.